# Triangle occipital
 (mars 2022).
Le triangle occipital est la partie supérieure de la région sus-claviculaire.

## Description
Le triangle occipital est délimité, à l'avant, par le muscle sterno-cléido-mastoïdien, à l'arrière par le muscle trapèze et en bas par le muscle omo-hyoïdien.
Sa face profonde est constituée de haut en bas par les muscles splénius de la tête, élévateur de la scapula, scalène moyen et scalène postérieur.
Sa face superficielle est constituée des téguments et du muscle platysma et ses fascias.

## Contenu
Le nerf accessoire traverse obliquement le triangle occipital depuis le muscle sterno-cléido-mastoïdien.
En bas, se trouvent les nerfs supra claviculaires, les vaisseaux dorsaux de la scapula et la partie supérieure du plexus brachial.
Superficiellement se trouvent les nerfs cutanés du plexus cervical et la veine jugulaire externe.
Une chaîne de ganglions lymphatiques se trouve le long du bord postérieur du muscle sterno-cléido-mastoïdien du processus mastoïdien jusqu'à la racine du cou.

## Galerie

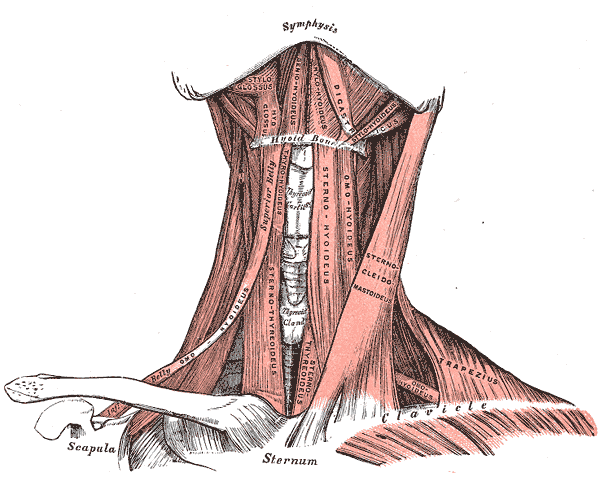
Vue antérieure des muscles du cou.